# Helena
Helena je ženské křestní jméno. Podle českého kalendáře má svátek 18. srpna.
Je řeckého původu, znamená světlo nebo pochodeň. Poprvé záznam o tomto jméně obsahuje Homérova Ilias – nejkrásnější z žen, Helena, dcera Dia a Lédy, manželka spartského krále Meneláa, byla příčinou trojské války.

## Cizojazyčné varianty
- Helen
- Hellen
- Helene
- Hélène (fr)
- Ellen
- Elena
- Jelena
- Ilona
- Elléni
- Nella

## Statistické údaje
Následující tabulka uvádí četnost jména v ČR a pořadí mezi ženskými jmény ve srovnání dvou roků, pro které jsou dostupné údaje MV ČR – lze z ní tedy vysledovat trend v užívání tohoto jména:
| Rok       | Četnost     | Pořadí      |
| 1999      | 92 333      | 13.         |
| 2002      | 90 548      | 13.         |
| Porovnání | o 1785 méně | žádná změna |
| 2006      | 85 958      | 14.         |

Změna procentního zastoupení tohoto jména mezi žijícími ženami v ČR (tj. procentní změna se započítáním celkového úbytku žen v ČR za sledované tři roky 1999-2002) je -1,2%.

## Domácky
Hela, Helenka, Helča, Hel, Heli, Helen

## Známé nositelky jména
- Svatá Helena (Flavia Iulia Helena) – manželka římského císaře Constantia I. Chlora, matka Konstantina Velikého
- Helena Bavorská – bavorská vévodkyně, sestra rakouské císařovny Alžběty Bavorské, pozdější kněžna Thurn-Taxis
- Helena Bosenská (1390- 1435)? – opavská a hlubčická kněžna
- Helena Hohenlohe-Langenburská (1807-1880) – württemberská vévodkyně

rodné jméno
- Helena Barlow – anglická herečka
- Helena Bonham Carterová – anglická herečka a zpěvačka
- Helena Petrovna Blavatská – zakladatelka Theosofické společnosti
- Helena Blehárová – česká zpěvačka
- Helena Bušová – česká herečka
- Helena Čapková – česká spisovatelka
- Helena Čermáková – česká herečka
- Helena Dvořáková – česká herečka
- Helena Erbenová – běžkyně na lyžích
- Helena Fibingerová – česká sportovkyně, atletka
- Helena Friedrichová – česká herečka
- Helena Houdová – česká modelka, miss čr 1999
- Helena Christensenová – dánská herečka a modelka
- Helena Illnerová – česká fyzioložka a biochemička, předsedkyně AV ČR v letech 2001-2005
- Marie Restituta Kafková (rodným jménem Helena Kafková) – českorakouská řeholnice a mučednice
- Helena Koželuhová – česká politička
- Helena Malířová – česká spisovatelka
- Helena Maršálková – česká zpěvačka
- Helena Rašková – česká lékařka a farmakoložka
- Helena Růžičková – česká herečka
- Helena Suková – česká tenistka a psycholožka
- Helena Šmahelová – česká spisovatelka
- Helena Štáchová – česká loutkoherečka
- Helena Vondráčková – česká zpěvačka
- Helena Zeťová – česká zpěvačka
- Helena Zmatlíková – česká malířka a ilustrátorka

## Mytologie a fikce
- Helena, kráska z řecké mytologie, kterou unesl Paris, což se stalo příčinou trojské války – jedna z postav starořeckého Homérova eposu Ílias
- Královna Helena – postava z knižní série Letopisy Narnie

## Místa
- Helena (Montana) – hlavní město amerického státu Montana
- Svatá Helena (ostrov) – ostrov 1 930 km západně od břehu Angoly
- Svatá Helena (Banát) – jedna ze šesti českých vesnic v rumunském Banátu
- Hora Svaté Heleny – hora v pohoří Mayacamas Mountains v okresech Napa, Sonoma a Lake, severozápadní Kalifornie v USA

## Televize
- Helena (seriál) – český seriál z roku 2012
- Helena a její chlapci – francouzský sitcom